# Arco da Calheta
Arco da Calheta es una freguesia portuguesa situada en el municipio de Calheta (Madeira). Según el censo de 2021, tiene una población de 2999 habitantes.
Su nombre proviene de la especial configuración semicircular de sus montañas y de su proximidad a la freguesia de Calheta.

## Historia
La localidad, fundada en 1572, debe su nombre a la especial configuración semicircular de las montañas que la rodean y a su proximidad con la freguesia de Calheta.
Tras el descubrimiento de la isla, esta freguesia fue una de las primeras en comenzar a ser explotada desde el punto de vista agrícola. Es así que se fue convirtiendo en una de las freguesias más ricas en patrimonio y tesoros artísticos.

## Economía
Debido a su ubicación privilegiada sobre el océano Atlántico, la principal fuente de recursos de la comunidad es el turismo. Dispone de una amplia oferta de hoteles, alojamientos y casas particulares para arrendar.